# Okręg Caraș-Severin
Caraș-Severin (węg. Krassó-Szörény, serb. Karaš-Severin/Караш Северин) – okręg w południowo-zachodniej Rumunii (Banat), ze stolicą w mieście Reșița. W 2011 roku liczył 295 579  mieszkańców. Okręg ma powierzchnię 8514 km², a w 2002 roku gęstość zaludnienia wynosiła 42 osoby/km².

## Struktura narodowościowa
Według spisu ludności z roku 2011 okręg Caraș-Severin zamieszkiwały następujące narodowości:
- Rumuni - 82,5%
- Romowie - 2,46%
- Chorwaci - 1,72%
- Serbowie - 1,70%
- Węgrzy - 0,994%
- Niemcy - 0,980%
- Ukraińcy - 0,840%
- Czesi - 0,526%
- Słowacy - 0,065%
- Włosi - 0,013%

## Miasta
- Anina
- Băile Herculane
- Bocșa
- Caransebeș
- Moldova Nouă
- Oravița
- Oțelu Roșu
- Reșița

## Gminy
- Armeniș
- Bănia
- Băuțar
- Berliște
- Berzasca
- Berzovia
- Bolvașnița
- Bozovici
- Brebu
- Brebu Nou
- Buchin
- Bucoșnița
- Carașova
- Cărbunari
- Ciclova Română
- Ciuchici
- Ciudanovița
- Constantin Daicoviciu
- Copăcele
- Cornea
- Cornereva
- Coronini
- Dalboșeț
- Doclin
- Dognecea
- Domașnea
- Eftimie Murgu
- Ezeriș
- Fârliug
- Forotic
- Gârnic
- Glimboca
- Goruia
- Grădinari
- Iablanița
- Lăpușnicel
- Lăpușnicu Mare
- Luncavița
- Lupac
- Marga
- Măureni
- Mehadia
- Mehadica
- Naidăș
- Obreja
- Ocna de Fier
- Păltiniș
- Pojejena
- Prigor
- Ramna
- Răcășdia
- Rusca Montană
- Sacu
- Sasca Montană
- Sichevița
- Slatina-Timiș
- Socol
- Șopotu Nou
- Târnova
- Teregova
- Ticvaniu Mare
- Topleț
- Turnu Ruieni
- Văliug
- Vărădia
- Vermeș
- Vrani
- Zăvoi
- Zorlențu Mare